# Уједињено Краљевство на Европском првенству у атлетици у дворани 2015.
Уједињено Краљевство учествовало је на 33. Европском првенству у дворани 2015 одржаном у Прагу, Чешка, од 5. до 8. марта. Ово је тридесет треће Европско првенство у атлетици у дворани од његовог оснивања 1970. године на којем је Уједињено Краљевство учествовало, односно учествовало је на свим првенствима до данас. Репрезентацију Уједињеног Краљевства представљало је 38 спортиста (19 мушкараца и 19 жена) који су се такмичили у 18 дисциплина (8 мушких и 10 женских).
На овом првенству Уједињено Краљевство је заузело 3 место по броју освојених медаља са 9 освојених медаље (2 златне, 4 сребрне и 3 бронзане). У мушкој конкуренцији било је 5. са 3 медаље 1 златна, 1 сребрне и 1 бронзана, док је код жена било 3. са 6 медаље 1 златне, 3 сребрне и 2 бронзане. У табели успешности према броју и пласману такмичара који су учествовали у финалним такмичењима (првих 8 такмичара) Уједињено Краљевство је са 13 учесником у финалу заузело 3 место са 85 бодова.
Представници Уједињеног Краљевства су оборили 1 рекорд европских првенстава, 2 национална и 19 лична рекорда и остварена су 1 најбољи светски резултат сезоне и 4. најбоља лична резултата сезоне. Поред тога оборен је 1 светски рекорд у дворани у вишебоју (скок удаљ) и 1 европски рекорд првенства у вишебоју (скок увис).
| Пл. | Земља            | 1. место | 2. место | 3. место | 4. место | 5. место | 6. место | 7. место | 8. место | Бр. фин. Бод. |
| --- | ---------------- | -------- | -------- | -------- | -------- | -------- | -------- | -------- | -------- | ------------- |
| 3.  | Велика Британија | 2 - 16   | 4 - 28   | 3 - 18   | 1 - 5    | 3 - 12   | 2 - 6    | –        | –        | 13 - 85       |

## Учесници
| Мушкарци: - Ричард Килти — 60 м - Шон Сафо-Антви — 60 м - Чиџинду Уџа — 60 м - Џерид Дан — 400 м, 4 х 400 м - Муктар Мухамед — 800 м - James Bowness — 800 м - Guy Learmonth — 800 м - Чарли Грајс — 1.500 м - Крис О'Хер — 1.500 м - Ли Емануел — 3.000 м - Филип Херст — 3.000 м - Том Ланкашир — 3.000 м - Конрад Вилијамс — 4 х 400 м - Рабат Јусиф — 4 х 400 м - Џејми Буи — 4 х 400 м - Лоренс Кларк — 60 м препоне - Дејвид Омореги — 60 м препоне - Ален Смит — Скок увис | Жене: - Дина Ашер-Смит — 60 м - Рејчрл Џонкок — 60 м - Серен Банди-Дејвис — 400 м, 4 х 400 м - Лора Медокс — 400 м, 4 х 400 м - Керстен Маказлан — 400 м, 4 х 400 м - Шелејна Оскан Кларк — 800 м - Џенифер Медоус — 800 м - Поузи Кларк — 1.500 м - Лора Мјур — 3.000 м - Кејт Ејвери — 3.000 м - Emelia Gorecka — 3.000 м - Кели Масеј — 4 х 400 м - Серита Соломон — 60 м препоне - Луси Хатон — 60 м препоне - Isobel Pooley — Скок увис - Катарина Џонсон-Томпсон — Петобој - Морган Лејк — Петобој |  |

## Освајачи медаља (9)

### Злато (2)
| - Ричард Килти - 60 м | - Катарина Џонсон-Томпсон - Петобој |

### Сребро (4)
| - Ли Емануел - 3.000 м | - Дина Ашер-Смит - 60 м - Луси Хатон – 60 м препоне - Кели Масеј, Серен Банди-Дејвис, Лора Медокс, Керстен Маказлан - 4 х 400 м |

### Бронза (3)
| - Крис О'Хер - 1.500 м | - Серен Банди-Дејвис - 400 м - Серита Соломон – 60 м препоне |

## Резултати

### Мушкарци
| Атлетичар                                        | Дисциплина   | Лични рекорд | Квалификације | Квалификације | Полуфинале           | Полуфинале           | Финале               | Финале          | Детаљи |
| Атлетичар                                        | Дисциплина   | Лични рекорд | Резултат      | Место         | Резултат             | Место                | Резултат             | Место           | Детаљи |
| ------------------------------------------------ | ------------ | ------------ | ------------- | ------------- | -------------------- | -------------------- | -------------------- | --------------- | ------ |
| Ричард Килти                                     | 60 м         | 6,49         | 6,57 КВ       | 1. у гр. 2    | 6,53 КВ, ЛРС         | 1. у гр. 3           | 6,51 ЛРС             |                 |        |
| Шон Сафо-Антви                                   | 60 м         | 6,59         | 6,67 КВ       | 3. у гр. 5    | 6,63                 | 3. у гр. 1           | Није се квалификовао | 9 / 36 (37)     |        |
| Чиџинду Уџа                                      | 60 м         | 6,53         | 6,57 КВ       | 1. у гр. 4    | 6,57 КВ              | 1. у гр. 2           | дискфалификован      | дискфалификован |        |
| Џерид Дан                                        | 400 м        | 46,67        | 47,47 кв      | 3. у гр. 1    | 47,29                | 3. у гр. 1           | није се квалификовао | 11 / 32 (33)    |        |
| James Bowness                                    | 800 м        | 1:47,59      | 1:49,78       | 3. у гр. 6    | није се квалификовао | није се квалификовао | није се квалификовао | 19 / 40         |        |
| Guy Learmonth                                    | 800 м        | 1:47,38      | 1:49,38 КВ    | 1. у гр. 5    | 1:50,50 КВ           | 1. у гр. 1           | 1:47,84              | 6 / 40          |        |
| Муктар Мухамед                                   | 800 м        | 1:46,58      | 1:49,75       | 3. у гр. 3    | није се квалификовао | није се квалификовао | није се квалификовао | 18 / 40         |        |
| Чарли Грајс                                      | 1.500 м      | 3:39,44      | 3:48,98 КВ    | 1. у гр. 6    |                      |                      | 3:39,43 ЛР           | 5 / 28          |        |
| Крис О'Хер                                       | 1.500 м      | 3:37,25      | 3:41,83 КВ    | 1. у гр. 2    | 3:38,96 ЛРС          |                      |                      |                 |        |
| Ли Емануел                                       | 3.000 м      | 7:45,12      | 7:52,39 КВ    | 2. у гр. 1    | 7:44,48 ЛР           |                      |                      |                 |        |
| Томас Ланкашир                                   | 3.000 м      | 7:52,2       | 8:10,74       | 8. у гр. 2    | није се квалификовао | 23 / 25              |                      |                 |        |
| Филип Херст                                      | 3.000 м      | 7:51,1       | 7:52,57       | 3. у гр. 1    | 7:51,94              | 9 / 25               |                      |                 |        |
| Лоренс Кларк                                     | 60 м препоне | 7,59         | 7,65 КВ       | 3. у гр. 3    | 7,66 КВ              | 4. у гр. 1           | 7,63                 | 5 / 27 (28)     |        |
| Дејвид Омореги                                   | 60 м препоне | 7,71         | 7,72 кв       | 4. у гр. 2    | 7,76                 | 7. у гр. 2           | није се квалификовао | 16 / 27 (28)    |        |
| Џејми Буи Џерид Дан² Конрад Вилијамс Рабат Јусиф | 4 х 400 м    | 3:03,20 НР   |               |               |                      |                      | 3:08,56              | 5 / 6           |        |
| Ален Смит                                        | Скок увис    | 2,29         | 2,19          | 21.           |                      |                      | није се квалификовао | 21 / 26 (27)    |        |

### Жене
| Атлетичарка                                                      | Дисциплина   | Лични рекорд | Квалификације  | Квалификације | Полуфинале            | Полуфинале            | Финале                | Финале          | Детаљи |
| Атлетичарка                                                      | Дисциплина   | Лични рекорд | Резултат       | Место         | Резултат              | Место                 | Резултат              | Место           | Детаљи |
| ---------------------------------------------------------------- | ------------ | ------------ | -------------- | ------------- | --------------------- | --------------------- | --------------------- | --------------- | ------ |
| Дина Ашер-Смит                                                   | 60 м         | 7,12         | 7,10 КВ, ЛР    | 1. у гр. 4    | 7,10 КВ, =ЛР          | 1. у гр. 1            | 7,08 =НР              |                 |        |
| Рејчел Џонкок                                                    | 60 м         | 7,24         | 7,26 КВ, ЛР    | 3. у гр. 3    | 7,26 =ЛР              | 4. у гр. 2            | Није се квалификовала | 12 / 37 (38)    |        |
| Серен Банди-Дејвис                                               | 400 м        | 51,72        | 53,07 КВ       | 1. у гр. 4    | 53,00                 | 3. у гр. 2            | 52,64                 |                 |        |
| Лора Медокс                                                      | 400 м        | 52,32        | 53,67 КВ       | 1. у гр. 3    | 53,89                 | 6. у гр. 1            | Нису се квалификовале | 8 / 28          |        |
| Керстен Маказлан                                                 | 400 м        | 52,28        | 53,24 КВ       | 2. у гр. 5    | 53,49                 | 4. у гр. 1            | Нису се квалификовале | 12 / 28         |        |
| Џенифер Медоус                                                   | 800 м        | 1:58,43 НР   | 2:02,59 КВ     | 1. у гр. 4    | 2:02,40 КВ            | 3. у гр. 1            | Није стартовала       | Није стартовала |        |
| Шелејна Оскан Кларк                                              | 800 м        | 2:02,91      | 2:05,08        | 3. у гр. 3    | Није се квалификовала | Није се квалификовала | Није се квалификовала | 14 / 20         |        |
| Роузи Кларк                                                      | 1.500 м      | 4:12,18      |                |               |                       |                       | 4:16,49               | 6 / 11          |        |
| Emelia Gorecka                                                   | 3.000 м      | 9:06,27      | 9:03,97 КВ, ЛР | 1. у гр. 2    |                       |                       | 9:06,79               | 12 / 18 (19)    |        |
| Кејт Ејвери                                                      | 3.000 м      | 8:53,12      | 9:05,14        | 5. у гр. 2    | Није се квалификовала | 13 / 18 (19)          |                       |                 |        |
| Лора Мјур                                                        | 3.000 м      | 8:49,73      | 8:57,71 КВ     | 2. у гр. 1    | 8:52,44               | 4 / 18 (19)           |                       |                 |        |
| Луси Хатон                                                       | 60 м препоне | 8,02         | 7,96 КВ, ЛР    | 1. у гр. 3    | 7,93 КВ, ЛР           | 2. у гр. 1            | 7,90 ЛР               |                 |        |
| Серита Соломон                                                   | 60 м препоне | 8,04         | 8,03 КВ, ЛР    | 1. у гр. 4    | 7,95 КВ, ЛР           | 1. у гр. 2            | 7,93 ЛР               |                 |        |
| Серен Банди-Дејвис², Лора Медокс², Керстен Маказлан², Кели Масеј | 4 х 400 м    | 3:27,56 НР   |                |               |                       |                       | 3:31,79               |                 |        |
| Isobel Pooley                                                    | Скок увис    | 1,92         | 1,82           | 17.           |                       |                       | Није се квалификовала | 17 / 22         |        |

#### Петобој
| Дисциплина   | Катарина Џонсон-Томпсон | Катарина Џонсон-Томпсон | Катарина Џонсон-Томпсон | Катарина Џонсон-Томпсон | Катарина Џонсон-Томпсон | Катарина Џонсон-Томпсон |
| Дисциплина   | Лич. рек.               | Резултат                | Бод.                    | Плас.                   | Укупно                  | Плас.                   |
| ------------ | ----------------------- | ----------------------- | ----------------------- | ----------------------- | ----------------------- | ----------------------- |
| 60 м препоне | 8,25                    | 8,18 ЛР                 | 1.088                   | 1.                      | 1.088                   | 1.                      |
| Скок увис    | 1,97                    | 1,95 РЕПв               | 1.171                   | 1.                      | 2.259                   | 1.                      |
| Бацање кугле | 12,49                   | 12,32 ЛРС               | 682                     | 13.                     | 2.941                   | 2.                      |
| Скок удаљ    | 6,93                    | 6,89 СРп                | 1.135                   | 1.                      | 4.076                   | 1.                      |
| 800 м        | 2:24,90                 | 2:12,78 ЛР              | 924                     | 1.                      | 5.000 РЕП, НР, СРС      | 1.                      |
| Петобој      | 4.526                   |                         |                         |                         | 5.000 РЕП, НР, СРС      |                         |

| Дисциплина   | Морган Лејк | Морган Лејк | Морган Лејк | Морган Лејк | Морган Лејк | Морган Лејк |
| Дисциплина   | Лич. рек.   | Резултат    | Бод.        | Плас.       | Укупно      | Плас.       |
| ------------ | ----------- | ----------- | ----------- | ----------- | ----------- | ----------- |
| 60 м препоне | 8,85        | 8,81 ЛР     | 950         | 14.         | 950         | 14.         |
| Скок увис    | 1,94        | 1,93        | 1.132       | 2.          | 2.082       | 3.          |
| Бацање кугле | 13,88       | 13,91 ЛР    | 788         | 11.         | 2.870       | 6.          |
| Скок удаљ    | 6,13        | 6,10        | 880         | 7.          | 3.750       | 6.          |
| 800 м        | 2:25,44     | 2:23,44 ЛР  | 777         | 10.         | 4.527       | 9.          |
| Петобој      | 4.448       |             |             |             | 4.527 ЛР    | 9 / 12 (14) |